# Бартєнєв Олександр Володимирович
Олександр Володимирович Бартєнєв (нар. 1 січня 1956, с. Сестрьонка, Ізбердєєвський район, Тамбовська область, Російська РФСР, СРСР — пом. 27 липня 2013, Феодосія, АР Крим, Україна) — міський голова Феодосії (2008–2013). Герой України (22 серпня 2004).

## Біографія
Олександр Бартєнєв народився 1 січня 1956 року в (с. Сєстрєнка Ізбердєєвського району Тамбовської області РРФСР.  Росіянин. Був одружений, мав сина.
У 1973—1978 роках навчався в леніградському Вищому військово-морському інженерному училищіе ім. В. І. Леніна (спеціальність (Газотурбінне енергетичне устатковання»).
У 1978—1981 роках — командир електромеханічної бойової частини Чорноморського флоту. У 1981—1993 роках — інженер-механік групи військових кораблів, що будуються (м. Феодосія).
У 1994—1996 роках — заступник директора з охорони, у 1996—2008 роках — директор Феодосійського підприємства забезпечення нафтопродуктами.
У 2001 році закінчив Українську академію державного управління при Президентові України (спеціальність «Державне управління»).
Депутат Верховної Ради Автономної Республіки Крим (1998—2002, 2002—2006, 2006—2010); голова групи «Стабільність», член Блоку «За Януковича!». Член Партії регіонів.
Двічі (у 2008 і 2010 роках) обирався міським головою Феодосії.
У ніч на 27 липня 2013 року в Олександра Бартенєва стріляли, ймовірно, в спину з обрізу в під'їзді його будинку. Пораненого чоловіка виявили сусіди, після чого його було доправлено до реанімації в лікарню, але, попри 3 проведені операції, зупинити внутрішню кровотечу не вдалося, і він того ж дня помер.

## Нагороди
- Звання Герой України з врученням ордена Держави (22 серпня 2004) — за визначні особисті заслуги перед Українською державою у розвитку паливно-енергетичного комплексу, багаторічну самовіддану працю і громадську діяльність[4]
- Орден «За заслуги» II ст. (2002)[5][6]
- Орден «За заслуги» III ст. (16 березня 1999) — за вагомі здобутки у праці, високий професіоналізм[7]
- За період проходження військової служби нагороджений 4 медалями[8]
- Заслужений працівник промисловості Автономної Республіки Крим

## Критика
За інформацією Геннадія Москаля, Олександр Бартєнєв у 1990-х роки входив до злочинного угрупування Бєлого в Криму, і мав прізвисько «Майор».